# USS Albacore (SS-218)
Lo USS Albacore (codici e numeri d'identificazione SS-218) fu un sommergibile di classe Gato costruito durante la seconda guerra mondiale per la United States Navy, la marina militare degli Stati Uniti d'America. Il suo nome, seconda unità a portare tale denominazione, fa riferimento al Thunnus alalunga, un pesce della famiglia Scombridae, conosciuto con numerosi nomi comuni tra cui albacore fish e albacore tuna (in italiano alalunga o alalonga) e di primaria importanza nella pesca commerciale nei mari temperati di tutto il mondo.
L'Albacore operò nel teatro dell'Oceano Pacifico della seconda guerra mondiale, venendo accreditato dell'affondamento di 13 unità giapponesi, tra le quali due cacciatorpediniere, un incrociatore leggero e una portaerei, la Taiho, e di altre 5 danneggiate, non tutte confermate dalla Joint Army-Navy Assessment Committee (JANAC) dopo la fine del conflitto. Grazie ai risultati ottenuti durante il servizio, venne insignito della Presidential Unit Citation e di 9 battle star. Dichiarato disperso nel 1944, venne presumibilmente affondato da una mina navale a nord di Hokkaidō il 7 novembre di quell'anno.
Il relitto è stato localizzato nel 2023 mediante un veicolo telecomandato dal team guidato da Tamaki Ura a circa 7 km. al largo della città di Hakodate in una zona caratterizzata da scarsa visibilità e forti correnti. Probabile si trovasse in zona per tendere un'imboscata nello stretto che si trova fra Hokkaido e l'isola di Honshū.